# Eteri Kakutia
Eteri Kakutia (14 giugno 2003) è una nuotatrice artistica kazaka.

## Palmarès

### Coppa del Mondo
- 7 podi:
  - 1 vittoria (1 nella gara a squadre)
  - 1 secondo posto (1 nella gara a squadre)
  - 5 terzi posti (5 nella gara a squadre)

#### Coppa del mondo - vittorie
| Data          | Luogo   | Paese | Disciplina |
| ------------- | ------- | ----- | ---------- |
| 7 aprile 2024 | Pechino | Cina  | Team acro  |